# Wespe (artillerie)
De Wespe, Sd.kfz. 124, was een pantserhouwitser gebruikt door nazi-Duitsland tijdens de Tweede Wereldoorlog.

## Achtergrond
In het begin van 1942 werd de Panzerkampfwagen II (Sd.Kfz.121) teruggetrokken uit de frontdienst naar de reserve. De Panzerkampfwagen II was al sinds 1936 in dienst en was verouderd. Hierdoor kwamen de onderstellen van deze voertuigen beschikbaar voor ombouw naar een wapen met een andere functie dan gevechtstank, zoals gemechaniseerde artillerie. Een van de projecten was de Wespe.

## Ontwikkeling
Alkett ontwikkelde de Wespe midden 1942. De Wespe bestond uit een Panzerkampfwagen II Ausf F met in plaats van een geschutskoepel een 105mm-LeFH (Leichte FeldHaubitze). De Wespe kreeg het Sonderkraftfahrzeug-nummer 124 maar was ook bekend onder de namen: 10,5cm le FH18/2 Fahrgestell auf Geschützwagen PzKpfw II en Leichte Feldhaubitze 18/2 auf Fahrgestell PzKpfw II (Sf).
De hoofdtaak van de Wespe was om achter de frontlinie vuursteun te geven aan de infanterie. De Wespe opereerde, net als alle andere artillerie, in batterijen en was niet bedoeld om gevechtscontact te maken met de vijand. Toch was de Wespe uitgerust met holle lading-antitankgranaten mocht dat onverhoopt toch gebeuren. Men kreeg de vuurcoördinaten te horen via radio of veldtelefoon van artilleriewaarnemers aan het front.
De eerste modellen van de Wespe waren gebaseerd op de onderstellen van tanks waarbij de motor naar voren werd geplaatst en de achterkant verlengd om de terugslag van het kanon beter op te vangen. De latere versies bestonden uit volledige nieuwbouw en waren niet gemaakt op het onderstel van al bestaande PzKpfw IIs.
De Wespen werden geproduceerd door firma Famo (Fahrzeug-und-Motorenbau GmbH) in Breslau en Vereinigte Maschinenwerke / Famo Warschau (vroegere PZInz) in Warschau.
Oorspronkelijk werden er duizend besteld, maar eind 1944 waren er maar 676 Wespe's en 159 munitievoertuigen geproduceerd.

## De bewapening

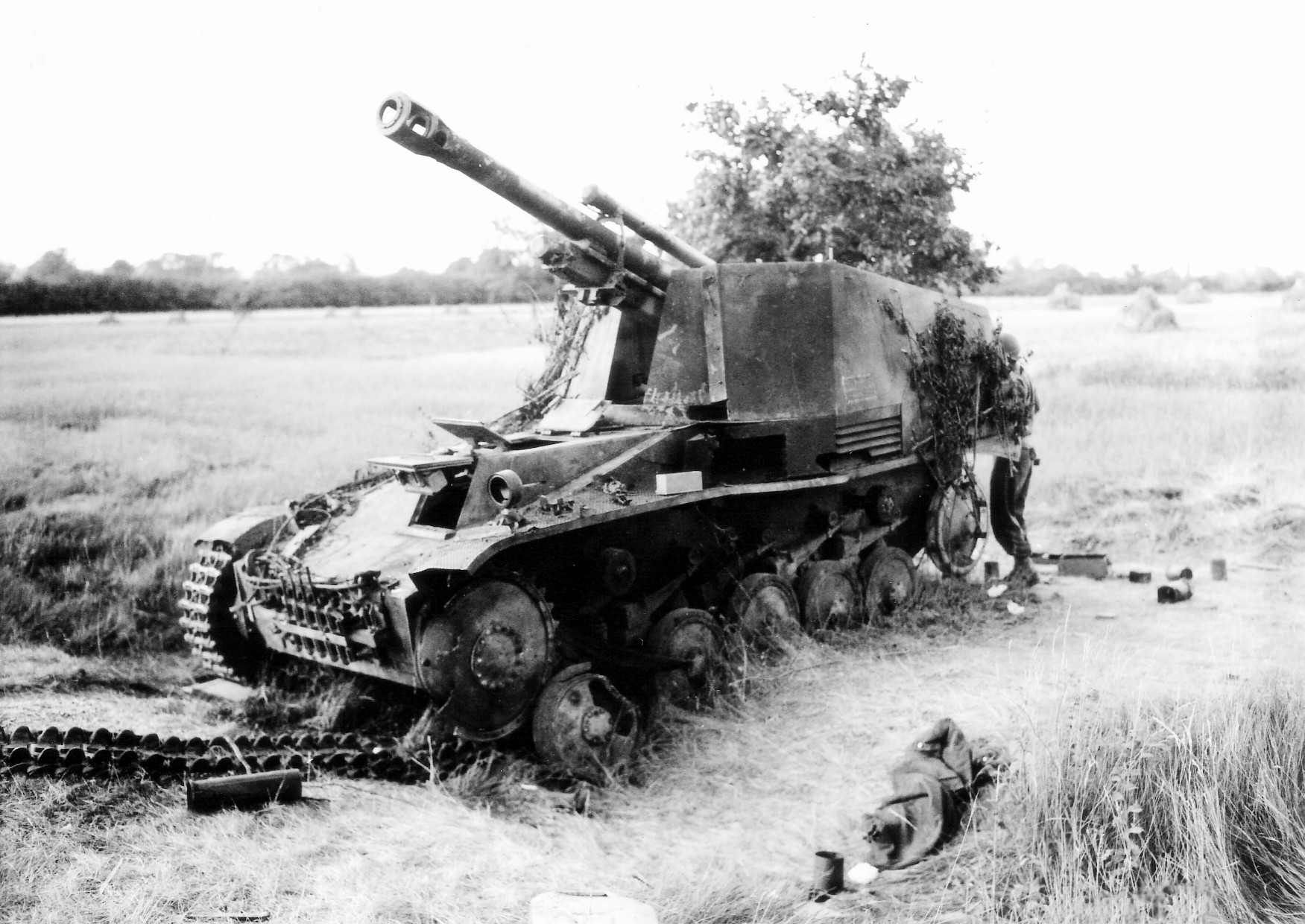
Een Wespe, in 1944 uitgeschakeld in Frankrijk

De Wespe was uitgerust met een standaard artillerieregimentkanon, de 105 mm LeFH 18M. De standaard LeFH 18 was voor het eerst geïntroduceerd in 1935 maar was al in 1929/1930 ontwikkeld en geproduceerd door Rheinmetall-Borsig. De LeFH 18M was ontwikkeld in 1941 en had een mondingsrem. Hierdoor werd niet alleen de terugslag verminderd maar ook de snelheid van het afgeschoten projectiel verhoogd tot 540 m/s.
Het kanon werd geplaatst over het gat in de tank dat overbleef na verwijdering van dak en geschutskoepel. Het kanon werd beschermd door een 10 mm dik kanonschild; eenzelfde dikte werd gebruikt ter bescherming van de motor. In het gevechtscompartiment was er ruimte voor 32 105mm-granaten en 2000 MG patronen in patroonbanden. Coördinaten werden ontvangen via veldtelefoon of FuG Spr f radio.
Het kanon kon 17° naar links en naar rechts draaien en tot 47° omhoog. Het kanon kon 10 kilometer ver schieten en gebruikte een Rblf 36 (Rundblickfernrohr) afstandsmeter. Een MG34 was bovenop gemonteerd, rechts van het kanon. Ook was er standaard een MP38- of MP40-pistoolmachinegeweer, opgehangen bij de bestuurder.

## Bemanning
De bemanning van de Wespe bestond uit vijf man:
- bestuurder
- commandant
- vuurwaarnemer
- schutter
- lader

Alle bemanningsleden werden in alle gevechtstaken geoefend.
Munitie werd aangevoerd via een Sd.kfz. 124 zonder dak. Het Sd.Kfz.. 124 kon negentig granaten meenemen, er werden er maar 159 van gebouwd en tegen het eind van de oorlog werden ze allemaal omgebouwd tot een Wespe en moest de aanvoer via trucks.